# Painkiller (серия игр)
Painkiller («Пейнки́ллер», досл. «Болеутоляющее») — серия компьютерных игр в жанре шутера от первого лица. Первая игра в серии была выпущена в 2004 году, её разработкой занималась польская студия People Can Fly. Последующие игры серии разрабатывались сторонними разработчиками.
Серия рассказывает о надвигающейся войне между силами Рая и Ада, в которую оказываются втянуты души обычных людей, заточённые в Чистилище и призванные сражаться с демоническими созданиями, чтобы остановить войска Ада. Ключевым героем серии является один из таких людей — Дэниель Гарнер; в сторонних продолжениях и дополнениях были доступны и другие главные персонажи.
В 2020 году права на франшизу перешли от THQ Nordic к Koch Media.

## Обзор
Игра представлена в жанре шутера от первого лица с уклоном в классическую формулу жанра. Основной целью игрового процесса серии является сражение с многочисленными полчищами врагов с продвижением от одной «арены» к другой. Игрок обладает солидным арсеналом как холодного, так и огнестрельного вооружения, каждое из которых имеет режим альтернативной стрельбы. Разнообразие в игру вносят Чёрные карты Таро, получаемые за определённые задания. Они делятся на серебряные (действуют на протяжении всего уровня) и золотые (можно применить несколько раз за уровень) и позволяют игроку получить одну из определённых способностей или бонусов.
Действие игр серии происходит в Чистилище и, временами, в Аду. Уровни зачастую не связаны друг с другом и представляют собой набор разнообразных тематических локаций — готические соборы, замки, катакомбы, вокзал, город времён Второй Мировой войны и т. д. — наводнённых специфическими для этих мест сверхъестественными и демоническими созданиями. После убийства врагов на месте их трупов появляются их «души», выполняющие роль аптечек. После сбора определённого количества душ, игрок на некоторое время превращается в демона, способного убить почти любого врага одним выстрелом.
Сюжет игр подаётся преимущественно при помощи кат-сцен, связующих определённые главы. По ходу действа серии игрок обычно не встречает ни одного нейтрального сюжетного персонажа непосредственно в ходе самой игры, только в кат-сценах.
Первые игры серии Painkiller были положительно встречены критиками и нашли свою аудиторию среди игроков, которые создавали многочисленные карты и модификации при помощи доступного вместе с игрой редактора уровней. В 2005 году по первой игре серии также проводился мультиплеерный киберспортивный чемпионат Cyberathlete Professional League.

## Игры серии Painkiller
| Название игры                                                                    | Дата выхода                 | Издатель                    | Разработчик      | Комментарии |
| -------------------------------------------------------------------------------- | --------------------------- | --------------------------- | ---------------- | --- |
| Painkiller (на оригинальном Xbox игра вышла под названием Painkiller: Hell Wars) | 12 апреля 2004 (5 мая 2004) | Dreamcatcher Interactive    | People Can Fly   | Первая игра серии, на российских прилавках появилась под названием «Painkiller: Крещённый кровью».                                                                                            |
| Painkiller: Battle Out of Hell                                                   | 22 ноября 2004              | Dreamcatcher Interactive    | People Can Fly   | На российских прилавках появилась под названием «Painkiller: Битва за пределами ада», первое дополнение к «Painkiller: Крещённый кровью» и вторая игра в серии.                               |
| Painkiller: Overdose                                                             | 30 октября 2007             | Nordic Games                | Mindware Studios | На российских прилавках появилась под названием «Painkiller: Передозировка». Первое самостоятельное дополнение к «Painkiller: Крещённый кровью», третья игра в серии.                         |
| Painkiller: Resurrection                                                         | 27 октября 2009             | JoWooD Entertainment        | Homegrown Games  | На российских прилавках появилась под названием «Painkiller: Воскрешение», третье дополнение к «Painkiller: Крещённый кровью» и второе самостоятельное дополнение, четвёртая игра в серии.    |
| Painkiller: Redemption                                                           | 25 февраля 2011             | JoWooD Entertainment        | Homegrown Games  | На российских прилавках появилась под названием «Painkiller: Искупление», самостоятельное дополнение к «Painkiller: Крещённый кровью», выпущенное в виде отдельной игры.                      |
| Painkiller: Recurring Evil                                                       | 29 февраля 2012             | Nordic Games                | Med-Art          | На российских прилавках появилась под названием «Painkiller: Абсолютное зло», самостоятельное дополнение, дополнение к «Painkiller: Крещённый кровью», поступивший в продажу в сервисе Steam. |
| Painkiller: Hell & Damnation                                                     | 31 октября 2012             | Nordic Games                | The Farm 51      | HD-ремейк/сиквел оригинального Painkiller. |
| Painkiller                                                                       | 2025                        | Saber Interactive 3D Realms | Anshar Studios   | Новая часть серии с кооперативным режимом. |